# Meranoplus hirsutus
Meranoplus hirsutus é uma espécie de formiga do gênero Meranoplus, pertencente à subfamília Myrmicinae.